# Vincebus Eruptum
Vincebus Eruptum — дебютный альбом психоделической-хард-рок группы Blue Cheer, который вышел 16 января 1968.
Несмотря на том что альбом получился очень тяжелым, Vincebus Eruptum занял 11-е место в чарте альбомов Billboard 200, а также способствовал появлению кавер-версии Эдди Кокрана на песню «Summertime Blues». Будучи примером хард-рока, альбом также называется первый хеви-метал альбомом. Журнал Spin поместил альбом на 22-е место в своем списке 40 величайших метал-альбомов.

## Об альбоме
Альбом был записан на студий Amigo Studios в Северном Голливуде, Калифорния.
В интервью Дикки Петерсон объяснил, что «некоторые песни, которые я написал, в 20 лет. И есть другие песни, такие как "Doctor Please" или "Out of Focus", которые я написал за десять минут"
В частности, в «Doctor Please» Петерсон объяснил, что «когда я написал эту песню (в 1967 году), она была прославлением наркотиков. В то время, когда я писал эту песню, было много переоценки ценностей, и я действительно решил взять ее. Вот о чем была эта песня, и об этом я ее спел, что-то вроде гимна наркотикам для меня». Вовремя записи песни Summertime Blues, Питерсон вспоминал «мы постоянно меняли его и добавляли / убирали кусочки. Это также связано с большими дозами ЛСД».

## Список композиций
Слова и музыка всех песен — Дики Питерсон (кроме 1, 2 и 5).
| №                   | Название            | Длительность |
| ------------------- | ------------------- | ------------ |
| 1.                  | «Summertime Blues»  | 3:47         |
| 2.                  | «Rock My Baby»      | 4:22         |
| 3.                  | «Doctor Please»     | 7:52         |
| 4.                  | «Out Of Focus»      | 3:59         |
| 5.                  | «Parchment Farm»    | 5:51         |
| 6.                  | «Second The Time»   | 6:16         |
| Общая длительность: | Общая длительность: | 31:54        |

## Демо записи
В 2010-х на просторах интернета были выложены демо записи "Summertime Blues", "Doctor Please" и "Second Time Around". Гордон Скенен расказал про эти записи так
«А тут еще эта кассета — демо, или сессия, или отрывок с концерта; сложно сказать. Все, что я знаю, это то, что изначально он транслировался по каналу KSAN в Сан-Франциско (и был записан моими друзьями, которые жили там) в 1967 году, до выхода первого альбома, и прекрасно передал то, чем они были лично».
В 2018 три демо записи был выпущен как сингл группы

## Участники записи
Blue Cheer
- Дикки Питерсон – вокал, бас-гитара
- Ли Стивенс – соло-гитара, электрогитара
- Пол Уэйли – Барабаны

Другое
- Абэ "Voco" Кеш - Продюсер
- Джон МакКуорри - Аудиоинженерия
- Джон Ван Хамерсвельд – фотография

## Критика
| Оценки критиков                  | Оценки критиков |
| Источник                         | Оценка          |
| -------------------------------- | --------------- |
| AllMusic                         | [ 10 ]          |
| Collector's Guide to Heavy Metal | 6/10            |
| Pitchfork                        | 9.0/10          |
| Rolling Stone                    | (Негативное)    |

Дебютный альбом Blue Cheer получил высокую оценку критиков. В статье для музыкального веб-сайта AllMusic, Марк Деминг описал «Vincebus Eruptum» как «великолепный праздник рок-н-ролла примитивизма, пропущенного через достаточное количество Marshall усилителей, чтобы оглушить армию», восхваляя «звук и ярость» группы как одно из основополагающих движений хэви-метала. Pitchfork  рецензент Александр Линхардт поставил альбому девять баллов из десяти возможных, отметив, что альбом был менее структурирован, чем его преемник, Outsideinside. Он также был описан Billboard как "воплощение психоделического рока", в то время как VH1 назвал это "шедевром кислотного рока". Martin Popoff был менее восторженным в своем обзоре и назвал музыку «производной». и «приравнивая больше к промытым кислотой громким и невнятным исполнениям рока 60-х», чем к хэви-металу, оценивая альбом как «воющий беспорядок».
Музыкальный онлайн-сервис Rhapsody включил «Vincebus Eruptum» в свой список «10 основных прото-металлических альбомов», предполагая, что группа «не только вдохновила термин «power трио,' они практически изобрели хэви-метал.